# 駆け込みビル7号室
『駆け込みビル7号室』（かけこみビルななごうしつ）は、1979年にフジテレビ系列の「ゴールデンドラマシリーズ」で放映されたテレビドラマ。

## 放映データ
- 放送期間：1979年10月13日 - 1979年12月29日
- 放送日時：毎週土曜日 22：00 ～ 22：54
- 放送回数：全11回

## 内容
東京・新橋にある雑居ビルの7号室に居を構える「三枝法律事務所」のボスである弁護士の三枝（三船敏郎）と新米の若手弁護士である友田（勝野洋）を中心に、西（坂上二郎）ら法律事務所の面々が事件を調査し、真実を追い求める1話完結型の「事件解決もの」のストーリー。

## 登場人物
- 友田昇：勝野洋 - 新米弁護士。事件の弁護を重ねるにつれ一人前に成長していく。
- 三枝剛介：三船敏郎 - 弱きものを救い、人間味あふれる弁護で友田に多大な影響を与えるボス。
- 西市太郎：坂上二郎 - 事務所のムードメーカー、三枝・友田をサポートする。変装が得意。
- ミユキ：谷川みゆき - 喫茶店の看板娘。法律事務所に出前を持ってくる顔なじみ。
- 有川雄司 - 第6話までの出演
- レイラ：麻世れいら - 三枝法律事務所のあねご的存在。第8話までの出演[注 1]。
- 中山一也 - 軽いノリだが事件には真面目に取り組む弁護士のタマゴ。第7話からの出演
- ユミコ：新谷由美子 - レイラが事務所を去ったので新たに事務所にやってきた弁護士のタマゴ。第9話からの出演

## 放映リスト
| 話 | 放送日 (1979年) | サブタイトル                         | 脚本            | 監督     | ゲスト                                                     |
| -- | --------------- | ------------------------------------ | --------------- | -------- | ---------------------------------------------------------- |
| 1  | 10月13日        | 赤坂の甘い夜! コールガールがまた一人 | 播磨幸治        | 西村潔   | 神保美喜、阿藤海、菅貫太郎                                 |
| 2  | 10月20日        | ほん物ニセモノ?! 帰ってきた蒸発亭主  | 小川英 石川孝人 | 西村潔   | 神山繁、中原早苗、岩本多代、三谷昇、三林京子、木村元       |
| 3  | 10月27日        | 弁護料4,512円! パパとママが大変だ    | 村尾昭          | 池広一夫 | 河原崎長一郎、倉野章子、渥美国泰、うえだ峻                 |
| 4  | 11月3日         | 何が女子高生陽子を変えたのか?!       | 小川英 胡桃哲   | 長谷和夫 | 森下愛子、川合伸旺、長門裕之、穂高稔                       |
| 5  | 11月10日        | 逆転判決! くずされた無罪アリバイ     | 中野顕彰        | 長谷和夫 | 佐藤仁哉、堺左千夫、根上淳、神田隆、杉江廣太郎             |
| 6  | 11月17日        | 暴力団のドン! インベーダーに誘拐さる | 杉山義法        | 池広一夫 | 江木俊夫、山本ゆか里、田口計、待田京介                     |
| 7  | 12月1日         | パリ-東京! 秘められた青春をさがせ    | 中野顕彰        | 西村潔   | 高沢順子、柳生博、岡田英次、内田稔                         |
| 8  | 12月8日         | 標的を撃ち落せ! 恋の代償は高かった   | 田上雄          | 西村潔   | 石橋正次、亜湖、近藤宏、鈴木瑞穂、横森久                   |
| 9  | 12月15日        | 野球トバクを追え! 連続三振は死の匂い | 安倍徹郎        | 吉川一義 | 本郷直樹、浜田晃、奥村公延、長谷川明男、金井進二           |
| 10 | 12月22日        | 純白のウェディングドレスが泣いている | 石川孝人        | 吉川一義 | 松橋登、倉石功、小畑あや、ホーン・ユキ、本間優二、外山高士 |
| 11 | 12月29日        | 逃亡者! 見てはならないものを見た男   | 中野顕彰        | 長谷和夫 | 河原崎建三、永島暎子、水原ゆう紀、睦五郎                   |

## 主題歌
- 『熱い太陽』歌・作詞・作曲・編曲：ジョニー大倉（ビクターレコード）

## ネット局
特筆の無い限り全て同時ネット。
- フジテレビ（制作局）
- 秋田テレビ
- 富山テレビ[1]
- 石川テレビ[1]
- 福井テレビ[1]

## スタッフ
- 企画：大塚一成
- プロデューサー：伊東満
- プロデューサー補：石坂久美男
- 脚本：放映リスト参照
- 監督：放映リスト参照
- 擬斗：高倉英二
- 音楽：槌田靖識
- 衣装：菊池武夫
- 制作：三船プロダクション、フジテレビ

## その他
制作は三船プロダクションが担当。三船敏郎、坂上二郎といったスターを起用し、全26話予定でスタートしたが、第1話こそ11.8％を記録したものの第3話で4.4％にダウン、11月中も6～7％台に低迷したことで、フジテレビが外注の制作会社との間で開始した「目標視聴率制度」が適用され、目標視聴率に達しなかったということで、当初予定の半分である第11話までで打ち切りとなった。近年ではファミリー劇場にて2006年と2007年に再放映されている。
後番組には急遽、森田健作主演『嵐の中のあいつ』（全3話）、勝野洋主演『怒りの季節』など、源氏鶏太原作の短期ドラマシリーズが放映された。
ちなみに、フジテレビ系土曜日夜10時枠に於いて三船プロダクション制作のテレビドラマを放送するのは、1974年1月から3月に掛けて放送された『浮世絵 女ねずみ小僧（第3シリーズ）』以来、5年9ヶ月ぶりとなる。

## 前後番組
| フジテレビ系 土曜22時台 【ゴールデンドラマシリーズ】 | フジテレビ系 土曜22時台 【ゴールデンドラマシリーズ】 | フジテレビ系 土曜22時台 【ゴールデンドラマシリーズ】 |
| 前番組                                               | 番組名                                               | 次番組                                               |
| ---------------------------------------------------- | ---------------------------------------------------- | ---------------------------------------------------- |
| 陽はまた昇る                                         | 駆け込みビル7号室                                    | 嵐の中のあいつ                                       |